# Gornja Reka
Gornja Reka is een plaats in de gemeente Jastrebarsko in de Kroatische provincie Zagreb. De plaats telt 324 inwoners (2001).